# Ali Shariati
Ali Shariati (Mazinan, 23 novembre 1933 – Southampton, 19 giugno 1977) è stato un sociologo, saggista e filosofo iraniano.

## Biografia
Shariati crebbe in un piccolo villaggio dell'Iran nordoccidentale. Suo padre aveva fondato a Mashhad alla fine degli anni quaranta il "Centro per la diffusione della verità islamica", un'istituzione che combatteva le ideologie laiche dell'epoca come il comunismo in favore di una visione dell'Islam in grado di risolvere gran parte dei problemi politici e sociali del paese.
Il giovane Shariati si laureò in letteratura all'Università di Mashhad e iniziò ad attivarsi politicamente contro il governo dello scià, il ché lo condusse all'arresto nel 1957. Due anni dopo si recò a Parigi grazie a una borsa di studio, dove conobbe importanti intellettuali francesi che esercitarono un forte ascendente su di lui, come Louis Massignon, suo docente che lo avvicinò alla corrente del sufismo evidenziando le comuni radici monoteistiche tra Islam, Cristianesimo ed Ebraismo. Altre figure importanti per il pensiero di Shariati furono Frantz Fanon, Georges Gurvitch e Jean-Paul Sartre.
Divenuto molto popolare tra gli anni sessanta e settanta, Shariati attrasse soprattutto i giovani per via delle sue idee che abbracciavano l'esistenzialismo e il marxismo umanistico, accompagnate da una visione dell'Islam anticonvenzionale. Venne incarcerato dal 1973 al 1975, poi nel 1977 esiliò a Londra e subito dopo si trasferì a Southampton: morì al numero 10 di Portswood Park il 18 giugno 1977 per un attacco di cuore all'età di 43 anni.
Il suo attivismo politico fece da apripista alla rivoluzione iraniana del 1979 capeggiata dall'ayatollah Ruhollah Khomeyni, per quanto le sue idee marxiste non collimassero pienamente con la visione dei rivoluzionari islamici.

## Opere

### Tradotte in inglese
- (EN) Selection and/or election. Traduzione di Ali Asghar Ghassemy, Hoseiniyeh Ershad, 1979.
- (EN) Yea, brother! : that's the way it was. Traduzione di Nader Assef, The Shariati Foundation, 1979.
- (EN) Red Shi'ism. Traduzione di Habib Shirazi, The Shariati Foundation, 1979.
- (EN) Man and Islam. Traduzione di Fatollah Marjani, Filinc, 1981.

### Tradotte in italiano
- Uno seguito da innumerevoli zeri. Traduzione di Reza Moghaddam, Centro Culturale Islamico Europeo, 1983.
- Sette discorsi di Ali Shariati, Centro Culturale Islamico Europeo, 1984.
- Botanica. Traduzione di Reza Moghaddam, Arti grafiche Ambrosini, 1992.